# MC Suave
Marcos Paulo Braga, mais conhecido como MC Suave, também conhecido simplesmente como Suave ou Suave Jigaboo (Rio de Janeiro, 1980), é um rapper e compositor brasileiro. É também empresário do ramo de hotelaria e turismo e poliglota em 4 idiomas. 

## Carreira
Morou 8 anos em Madrid, Espanha aonde começou sua carreira artística como Rapper no grupo Black Inside (1986-1992). Gravou seu primeiro Single "Here we go again" que entrou nos Top40 Espanhol. Conhecido por suas letras debochadas, contundentes, improvisos e "punchlines", foi um dos pioneiro desse estilo no Brasil, e um dos integrantes do grupo de Rap Jigaboo. 
Ao longo de sua carreira rivalizou com Gabriel, o Pensador, por conta das músicas Retrato de Um Playboy I/II, assim como Cachorrada também terem sido supostamente inspiradas no rapper, sendo que posteriormente, quando o grupo Jigaboo formado nele foram gravados três músicas em resposta e lançadas no álbum: Tapensanduquê, Duro de Matar e Para de Falar. Também teve rixas com o rapper paulista C4bal, sendo gravadas diversas músicas "diss" de ambas as partes, sendo que além do desentendimento com o carioca, também teve com a banca de rappers goianos VMG (acrônimo de Vagabundagem Mil Grau). 
No Brasil, gravou dezenas de músicas com artistas como: Pepê e Neném, Charlie Brown Jr, Biquini Cavadão, Tihuana, Djavan, Sidney Magal, Sp Funk, Cabal, além de várias feats no Rap Nacional.
Em 2004, Suave participou de um projeto do produtor Rick Bonadio, escrevendo as letras e fazendo a voz do rapper virtual Dogão.

## Discografia

### ComJigaboo
- As Aparências Enganam (1999) [3]
- Jigaboo Apresenta O Quadrilátero: Quem Esteve Lá Sabe (2003)

### Com Banda Bombax
Álbuns de estúdio
- Bombax (2002)
- Heróis (2005)

### ComoDogão
- Dogão É Mau (2004)

### Carreira solo
- Dose Dupla (CD Demo) (1997)

Singles
| Ano  | Single                                     |
| ---- | ------------------------------------------ |
| 1997 | "Tápensanduquê" (Gabriel, o Pensador Diss) |
| 2008 | "Homenagem Para Eloá"                      |
| 2008 | "Vida de Artista"                          |
| 2008 | "Ele Voltou"                               |
| 2009 | "Branco Tipo A" (C4bal Diss)               |
| 2009 | "Tem Muito Loiro" (C4bal Diss)             |
| 2009 | "Tem Muito Loiro - Parte 2" (C4bal Diss)   |
| 2019 | "Caso Neymar"                              |
| 2020 | "BBB - Boom Bap Brabo" (feat. Chef TF)     |
| 2020 | "S.U.A.V.E"                                |

### Participação em outros projetos
| Ano  | Single                                                            | Álbum                                |
| ---- | ----------------------------------------------------------------- | ------------------------------------ |
| 1999 | "Mania de Você" (feat. Pepê & Neném)                              | Pepê & Neném                         |
| 2000 | "Mambo Jambo" (feat. Sidney Magal)                                | Baila Magal                          |
| 2000 | "Loucura" (promocional revista Bate Cabeça)                       | O Real Som de Louco                  |
| 2001 | "Cuidado" (feat. SP Funk)                                         | O Lado B do Hip-Hop                  |
| 2001 | "Múmias" (feat. Biquini Cavadão)                                  | 80                                   |
| 2004 | "Presente do Jigaboo" (feat. P.MC)                                | Meu Rap é Assim                      |
| 2004 | "Bem Lôco do Côco" (feat. P.MC)                                   | Meu Rap é Assim                      |
| 2004 | "A Invasão" (feat. C4bal)                                         | PROfissional MixTape                 |
| 2007 | "Nossa Festa Começou" (telenovela Dance Dance Dance)              | —                                    |
| 2008 | "Me Empresta o Microfone" (feat. Sabotage)                        | Rap É o Hino Que me Mantém Vivo      |
| 2009 | "Vários Vagabundos" (feat. VMG)                                   | Mixtape Eutanásia                    |
| 2010 | "MC Internauta" (feat. Tio Fresh e Grilo 13)                      | —                                    |
| 2010 | "Parece que Chegou" (feat. DG, Tio Fresh, U-Inversu e Pump Killa) | Nem Melhor Nem Pior Apenas U-Inversu |
| 2010 | "Paga Pau" (feat. U-Inversu e Alien Man)                          | —                                    |
| 2010 | "Perigo" (feat. Interna Mente)                                    | Pro Corpo, Pra Mente e Pra Alma      |
| 2010 | "Volta Rap" (feat. Tio Fresh)                                     | Mixtape Brazil – Tio Fresh Convida   |
| 2010 | "Mandaki" (feat. U-Inversu)                                       | Nem Melhor Nem Pior Apenas U-Inversu |
| 2012 | "No Passado" (feat. U-Inversu)                                    | O Fantástico Mundo de Inversu        |
| 2013 | "Molha Sua Boca" (feat. Girls)                                    | Girls                                |
| 2013 | "Ramón" (feat. Girls)                                             | Girls                                |
| 2014 | "Eu me Garanto" (feat. Jottacê)                                   | Condenado a Cantar                   |
| 2014 | "Microfone Aberto" (feat. Negreestyle NG)                         | -                                    |
| 2016 | "The Cypher Perfect" (feat. 0800 Crew)                            | Nome Sujo                            |
| 2019 | "Lapso" (feat. Ronaldo MiB)                                       | —                                    |
| 2020 | "Meu Plano" (feat. Preto W.O.)                                    | Pessoal Coletivo                     |